# Patagioenas albilinea
La paloma nuca blanca también denominada comúnmente paloma collareja, paloma gargantilla o paloma torcaza (Patagioenas albilinea) es una especie de columbiforme del género Patagioenas ubicado en la familia de las palomas. Habita en bosques y selvas montanas de América Central y del Sur.

## Taxonomía
Descripción original
Este taxón fue descrito originalmente en el año 1854 con el nombre científico de Columba albilinea, por el naturalista, político y ornitólogo francés Charles Lucien Jules Laurent Bonaparte, hijo de Lucien Bonaparte y sobrino del emperador Napoleón Bonaparte. La localidad tipo es: “Colombia”.
Historia taxonómica
Durante cerca de un siglo esta paloma fue considerada una especie separada de Patagioenas fasciata, sin embargo, fue incorporada en esta última, quedando el taxón Patagioenas albilinea como un grupo propio integrado por las 3 subespecies australes, incluyendo a las restantes razas septentrionales —las que se distribuyen desde Nicaragua a Canadá— bajo el clado P. fasciata sensu stricto.  
En el año 2014, ambos clados fueron nuevamente divididos en sendas especies independientes.
Subdivisión
Esta especie se compone de 3 subespecies: 
- Patagioenas albilinea albilinea (Bonaparte, 1854) en Trinidad y Tobago,[8] norte de Brasil,[9] Venezuela,[10] Colombia,[11] Ecuador,[12] Perú,[13] Bolivia[14] y la Argentina.[15]
- Patagioenas albilinea crissalis (Salvadori, 1893) en Costa Rica[16] y Panamá.[17]
- Patagioenas albilinea roraimae (Chapman, 1929) En el sudeste de Venezuela.[18]

## Distribución y hábitat
Se distribuye desde Costa Rica, Panamá, Trinidad y Tobago, Venezuela, extremo norte de Brasil, Colombia, Ecuador, Perú y Bolivia hasta el noroeste de la Argentina.
Es una especie monógama; nidifica sobre árboles, en los cuales construye una plataforma de ramitas y fibras vegetales donde coloca un huevo de color blanco. Normalmente habita en bosques y selvas serranas o de montaña, desde el pie de los cerros hasta elevaciones de 4350 m s. n. m., o acompañando hasta donde alcance localmente la distribución altitudinal de los bosques. Se alimenta de semillas, brotes y frutos de solanáceas, verbenáceas, etc. Entre sus predadores se encuentran aves rapaces.

## Caracterización
Es posible separar a Patagioenas albilinea de P. fasciata por tener el pico totalmente amarillo (contra amarillo con punta negra); partes inferiores grises más oscuras en general, sin sombreado de blanco en el vientre; cobertoras alares del mismo tono gris oscuro que el manto (no gris claro con franjas blanquecinas, lo que resulta que en vuelo presente una banda alar distinta); brillo de la nuca y el manto de tono verde (contra de tono bronceado). La subespecie P. a. crissalis tiene algunas características intermedias. También hay diferencias entre ambas especies respecto al canto, que es de notas simples (contra dobles).

## Conservación
Según los lineamientos para discernir el estatus de conservación de los taxones, los que fueron estipulados por la organización internacional dedicada a la conservación de los recursos naturales Unión Internacional para la Conservación de la Naturaleza (IUCN), en la obra Lista Roja de Especies Amenazadas Patagioenas albilinea fue clasificada como una Preocupación menor (LC).